# كرايغ غرين
كرايغ غرين (بالإنجليزية: Craig Green)‏ هو لاعب اتحاد الرغبي نيوزيلندي، ولد في 23 مارس 1961 في كرايستشرش في نيوزيلندا.

## وصلات خارجية
- كرايغ غرين عل موقع إسبنسكروم (الإنجليزية)